# 埼玉纯真短期大学
埼玉纯真短期大学（日语：／ Saitama Junshin Tankidaigaku *），简称纯真短大，是一所位于日本埼玉县羽生市的私立短期大学。

## 概要

### 简介
- 短期大学为于1983年开办[1]、由学校法人纯真学园经营。为男女同校[2]从2007年。「气度」、「智性」、「服务」为学园训[3]。

### 历史
- 1983年 埼玉纯真女子短期大学成立并同时设置三个学科即儿童教育学科（初等教育学专攻、幼儿教育学专攻）、英语学科、幼儿教育学科第二部[1]。
- 2004年 三个学科改名为[1]。
  - 儿童教育学科→[注 1]
    - 初等教育学专攻→儿童学专攻[注 3][注 4]
    - 幼儿教育学专攻→乳幼儿保育专攻[注 4]

  - 英语学科→英语传播学科[注 2]
  - 幼儿教育学科→乳幼儿保育学科第二部[注 5]
- 2007年 改校名为埼玉纯真短期大学[1]、开始招収男学生。

### 宪章
- 请参看埼玉纯真短期大学的标志 （页面存档备份，存于） （日語） 2014年2月9日阅览。

## 学校环境
- 校区：在埼玉县羽生市

## 历任校长
- 福田敏南：第一代短期大学校长[4]。
- 藤田利久：现在短期大学校长[5]

## 组织

### 学科
- 儿童学科

### 前学科
- 英语传播学科[注 2]
- 儿童学科[注 1]
  - 儿童学专攻[注 3][注 4]
  - 乳幼儿保育专攻[注 4]
- 乳幼儿保育学科第二部[注 5]

### 专科
- 没有

### 业余课程
| - 没有 |

## 相关链接
- 日本短期大学列表
- 纯真短期大学